# Lexus IS F
Lexus IS F — топова версія лінійки Lexus IS спортивних дорогих автомобілів. Це перший автомобіль в серії F — потужних автомобілів від Lexus. На перше покоління Lexus IS F, яке було представлене в 2007 році на  Північноамериканському міжнародному автосалоні встановлюється більший, продуктивніший двигун, ніж у стандартній IS моделі, вдосконалену підвіску і гальма, зміни в стилі кузова і деякі інші зміни. Розгін IS F до 100 км / год за 4,8 секунди.

## Двигун

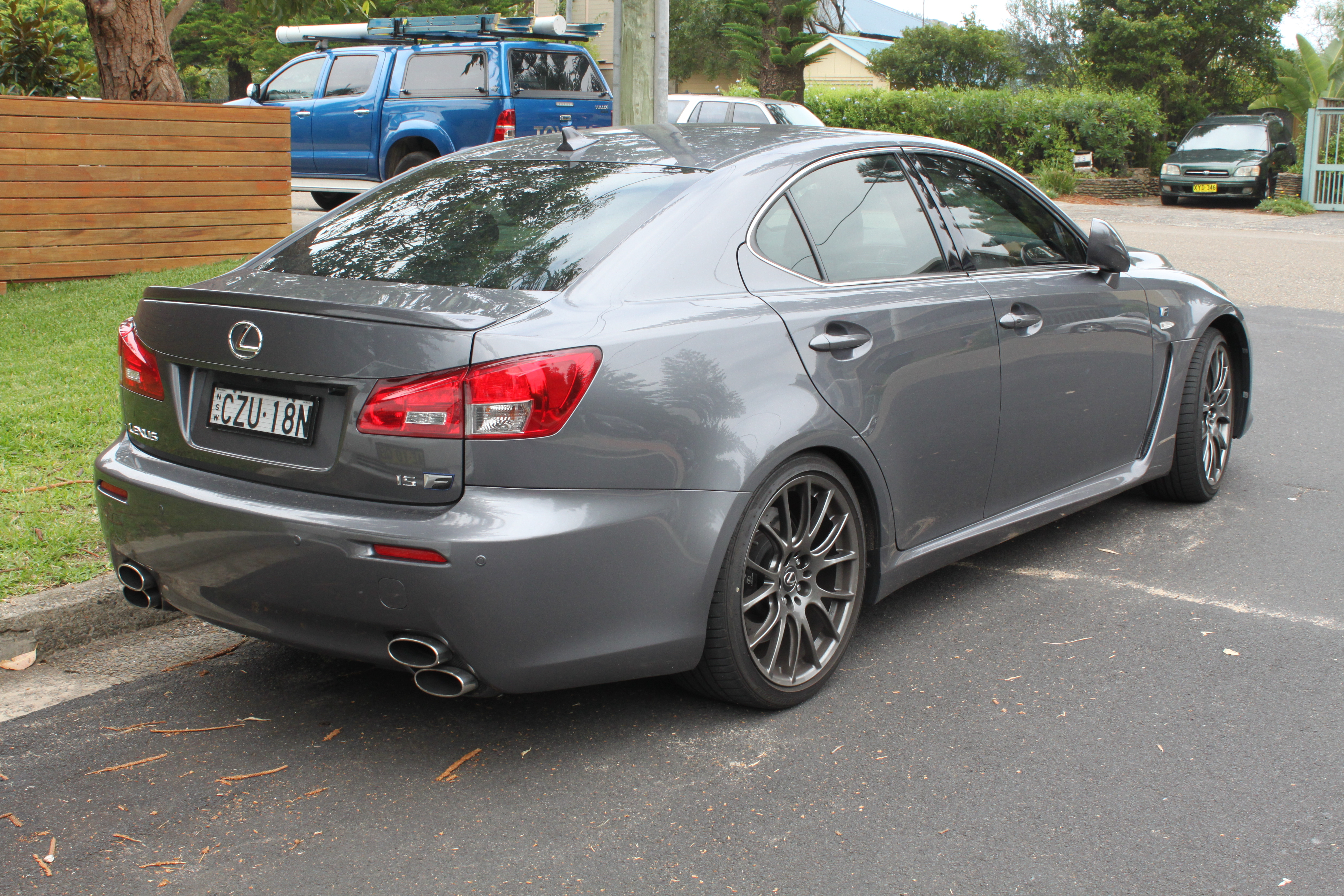
Lexus IS F (USE20R)

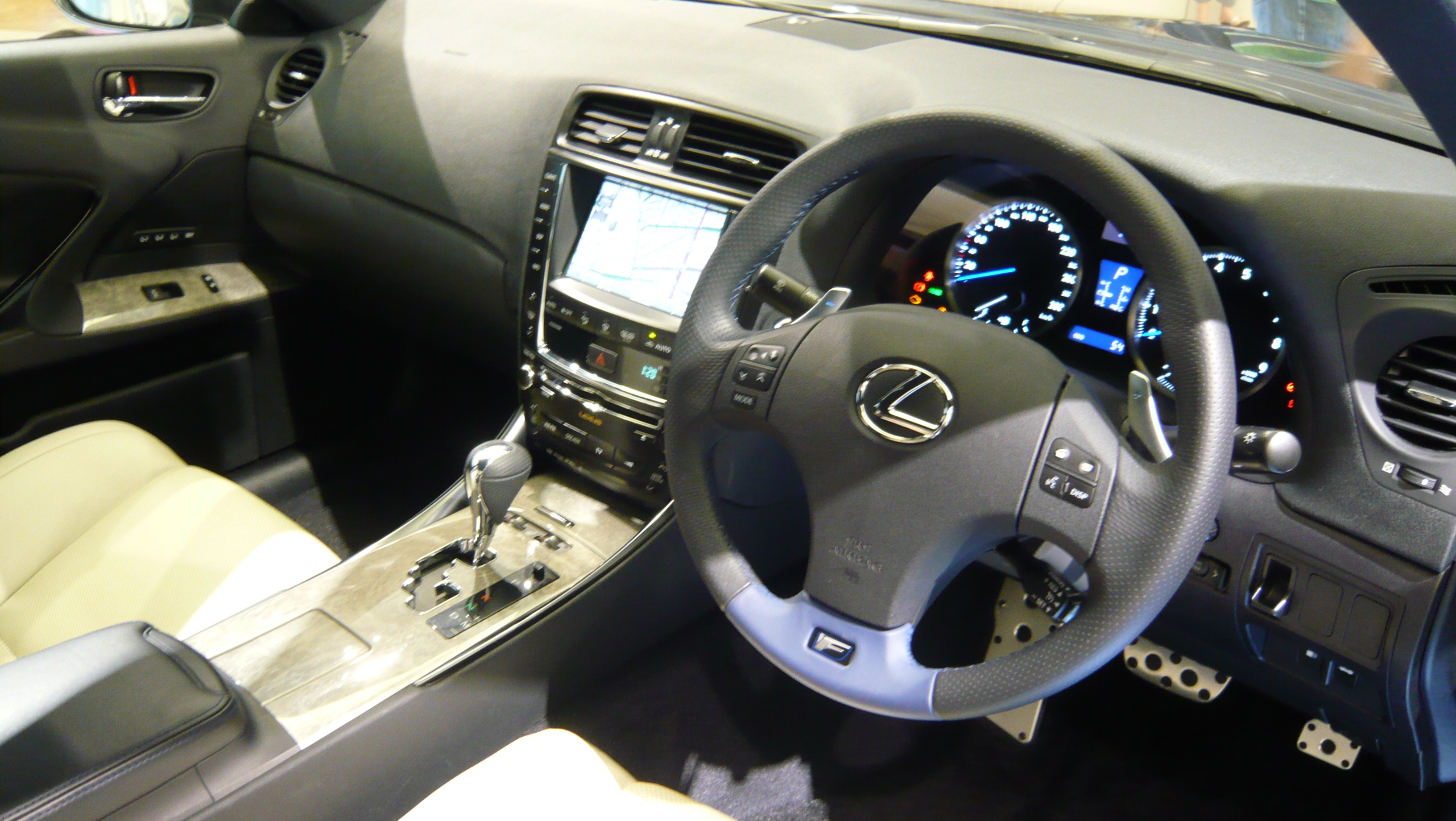

IS-F оснащається 5,0-Літровии-V8-бензиновим двигуном (2UR-GSE) з системами VVT-I, VVT-iE і D-4S.

### Характеристики двигуна
- Об'єм: 4969 см³
- Діаметр × Хід поршня: 94,0 × 89,5 мм
- Циліндри: 8
- Потужність: 311 кВт (423 к.с.)/6600 хв−1
- Крутний момент: 508 Нм
- Пальне: 98 і 100 бензин
- Норми викидів: Euro4

## Технічні характеристики
- Розгін 0–100 км/год: 4,6 секунд
- Максимальна швидкість: 
  - 270 км/год (з електронним обмеженням)
  - 320 км/год (без обмеження)
- Задній привід
- Вантажопідьомність: 420 кг
- Витрати пального 
  - комбіновано: 11,4 л/100 км
- Викиди CO2: 266 гр/км
- Вага: 1714 кг
- Ціна: 69.600 € (Німеччина)

## Спеціальні серії

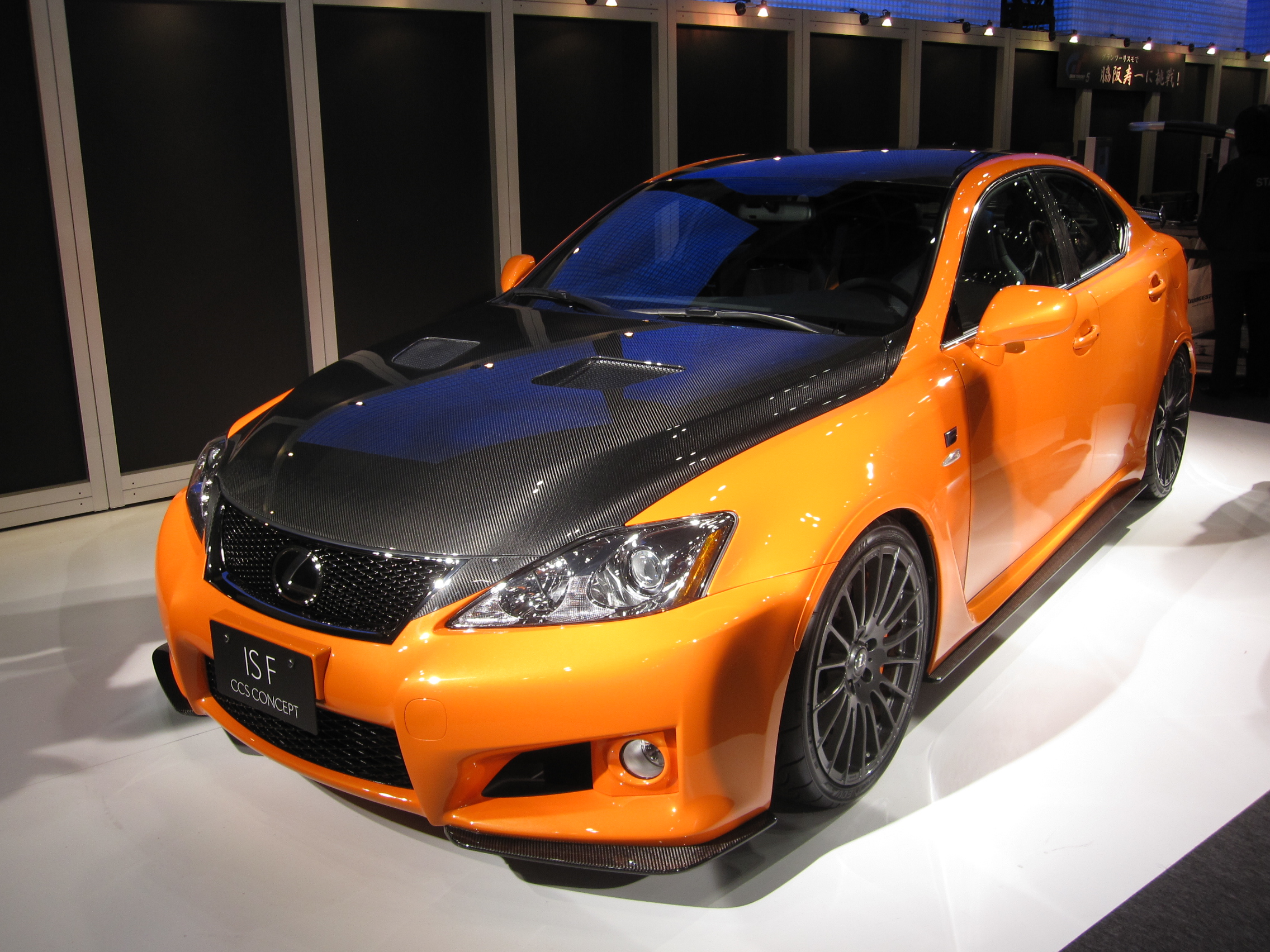
Lexus IS F CCS

У жовтні 2007 Лексус оголосив про видання з обмеженим накладом в 50 одиниць моделі Neiman Marcus, за ціною в 68 000 US$. При покупці моделі власник отримував курс підвищення водіської майстерності в школі Скіпа Барбера (Skip Barber Racing School), відомого в Америці гонщика брав участь у 1971-72 роках в гонках Formula 1.
У 2008 році на Токійському автосалоні була представлена версія IS F Racing Concept. Навколо цієї моделі ходило багато чуток. Подейкували, що вона розроблялася для гонок серії DTM (Deutsche Tourenwagen Masters). А деякі навіть звинувачували Тойоту в плагіаті. Нібито були куплені автомобілі Opel Vectra GTS V8 (яка пішла з чемпіонату після закінчення сезону 2005) і на них просто встановили обвіс в стилі Lexus IS F. Ніяк не прокоментував чутки, керівництво концерну згорнула всі роботи з цією моделлю. 
У 2010 році на Токійському автосалоні була представлена версія IS F CCS (Club Circuit Sports Club) concept, як Видинів автомобіля для трек-днів. Модель відрізнялася деякими деталями з карбону (наприклад капот, спойлер тощо), колесами з магнієвого сплаву, посиленими гальмами, збільшеною до 426 к.с. потужністю та іншими доробками.

## Автоспорт

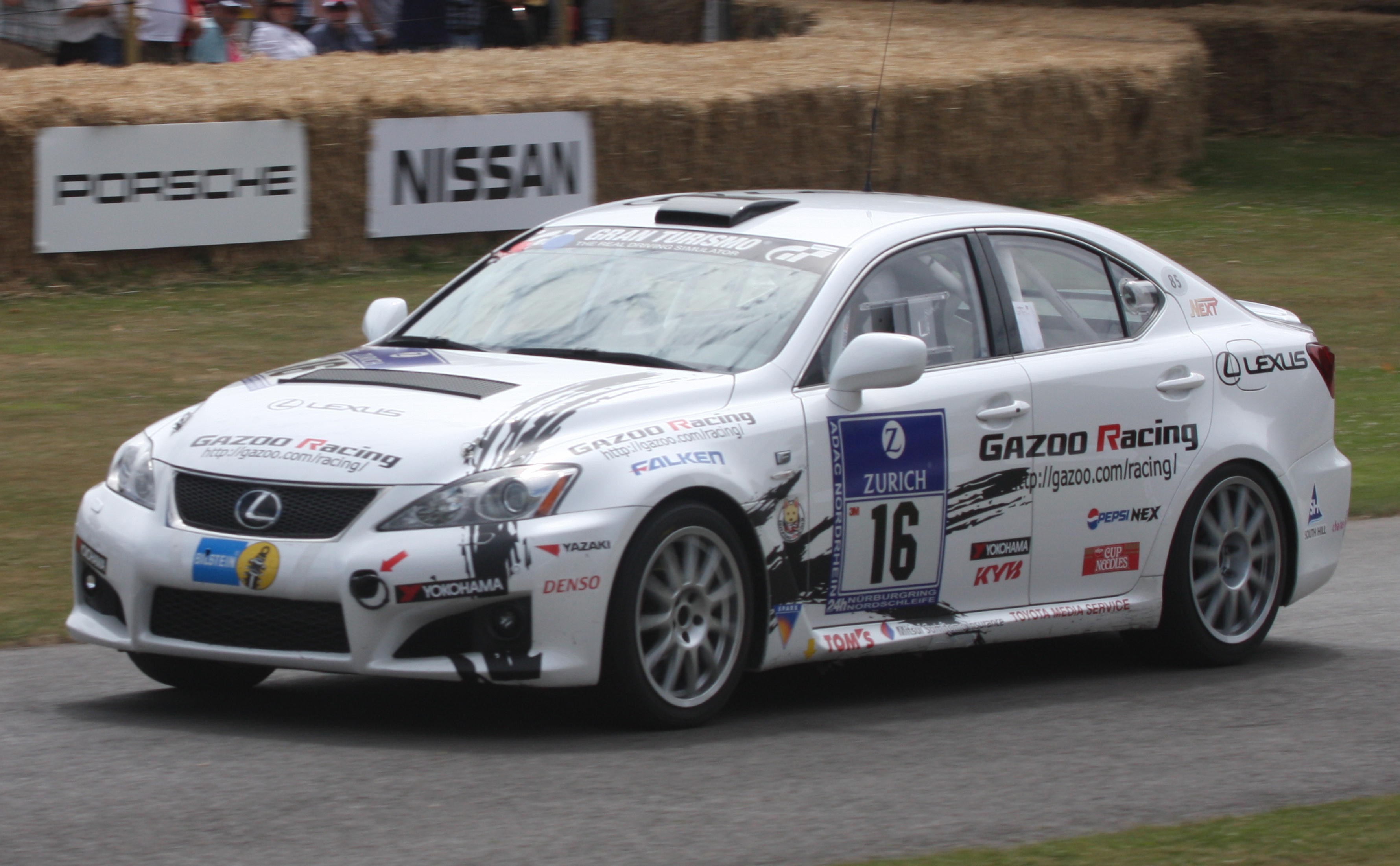
Lexus IS F в змаганнях

Спеціально підготовлена версія Lexus IS F брала участь в гонках на витривалість VLN німецького автоклубу ADAC (Allgemeiner Deutscher Automobil-Club eV), які проводяться на трасі Нюрбургрінг (точніше так званий Старий Нюрбургрінг - Нордшляйфе протяжністю понад 20 кілометрів), де була заявлена в класі SP8 командою Gazoo Racing. 
У 2009 в 4-х годинний гонці екіпаж прийшов до фінішу 2-м після Lexus LF-A, потужного спортивного купе випущеного обмеженою серією. У тому ж році 24-х годинній гонці команда прийшла третьою в своєму класі. У 2010 році екіпаж прийшов до фінішу 4-м у своєму класі.